# هيلينا أوغستا فكتوريا
الأميرة هيليناأوغستا فكتوريا (بالإنجليزية: Helena Augusta Victoria) هي إحدى بنات الملكة فكتوريا.